# Infrastruttura blu

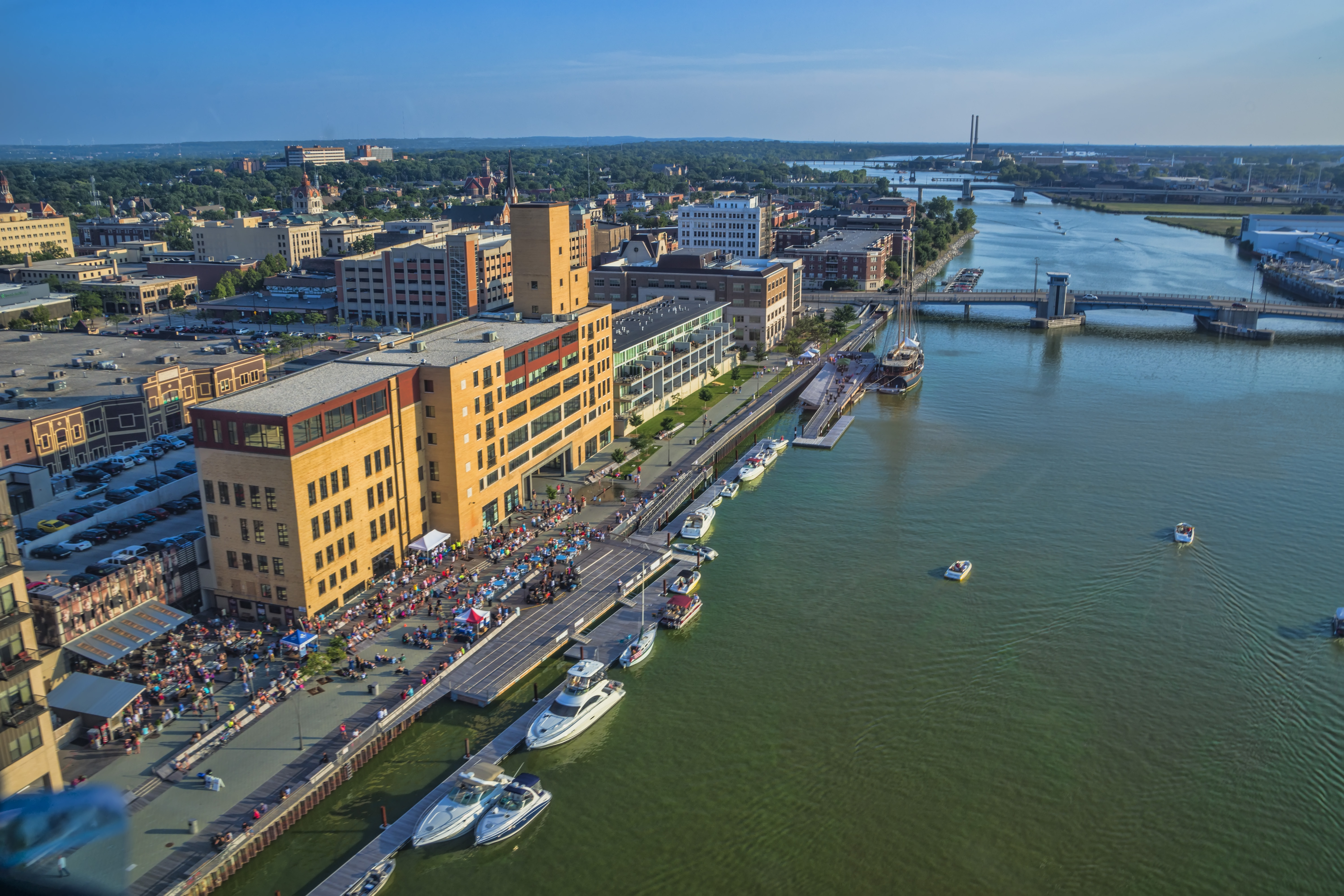
Downtown Green Bay City Deck lungo il fiume Fox, Wisconsin

Nel campo dell'urbanistica, una infrastruttura blu (in inglese blue space) comprende tutte le aree dominate da corpi d'acqua superficiali o corsi d'acqua. In combinazione con gli spazi verdi urbani (parchi, giardini, ecc.), può aiutare a ridurre i rischi di malattie legate al calore causato dalle alte temperature urbane (isola di calore urbana). Significative masse d'acque urbane esistono in modo naturale come elementi integranti della geografia di molte città a causa del loro significato storico e geopolitico, per esempio il fiume Tamigi a Londra.
Infrastrutture blu accessibili possono aiutare a rivitalizzare quartieri e promuovere una maggiore connessione sociale come si è visto in progetti di ristrutturazione del lungomare quali il Chattanooga Waterfront (Chattanooga, Tennessee), il CityDeck a Green Bay (Wisconsin) o il Brooklyn Bridge Park a New York, ulteriormente arricchiti da festival come le luci di Natale a Medellín, in Colombia. Linee guida di progettazione che promuovono edifici sani, come il WELL o Fitwel, consigliano di prevedere elementi dell'acqua come strategia per migliorare la salute e il benessere degli occupanti dell'edificio; e "le 9 basi di un edificio sano", della Harvard TH Chan School of Public Health, raccomanda anche l'accesso alla natura, o elementi ispirati alla natura, dagli interni.
Poiché i quartieri con accesso a caratteristiche naturali sono suscettibili di gentrificazione, i benefici sociali associati ai bacini d'acqua possono essere distribuiti in modo diseguale, con le aree di giustizia ambientale (environmental justice) che non hanno accesso a infrastrutture blu di buona qualità.

## Benefici per la salute

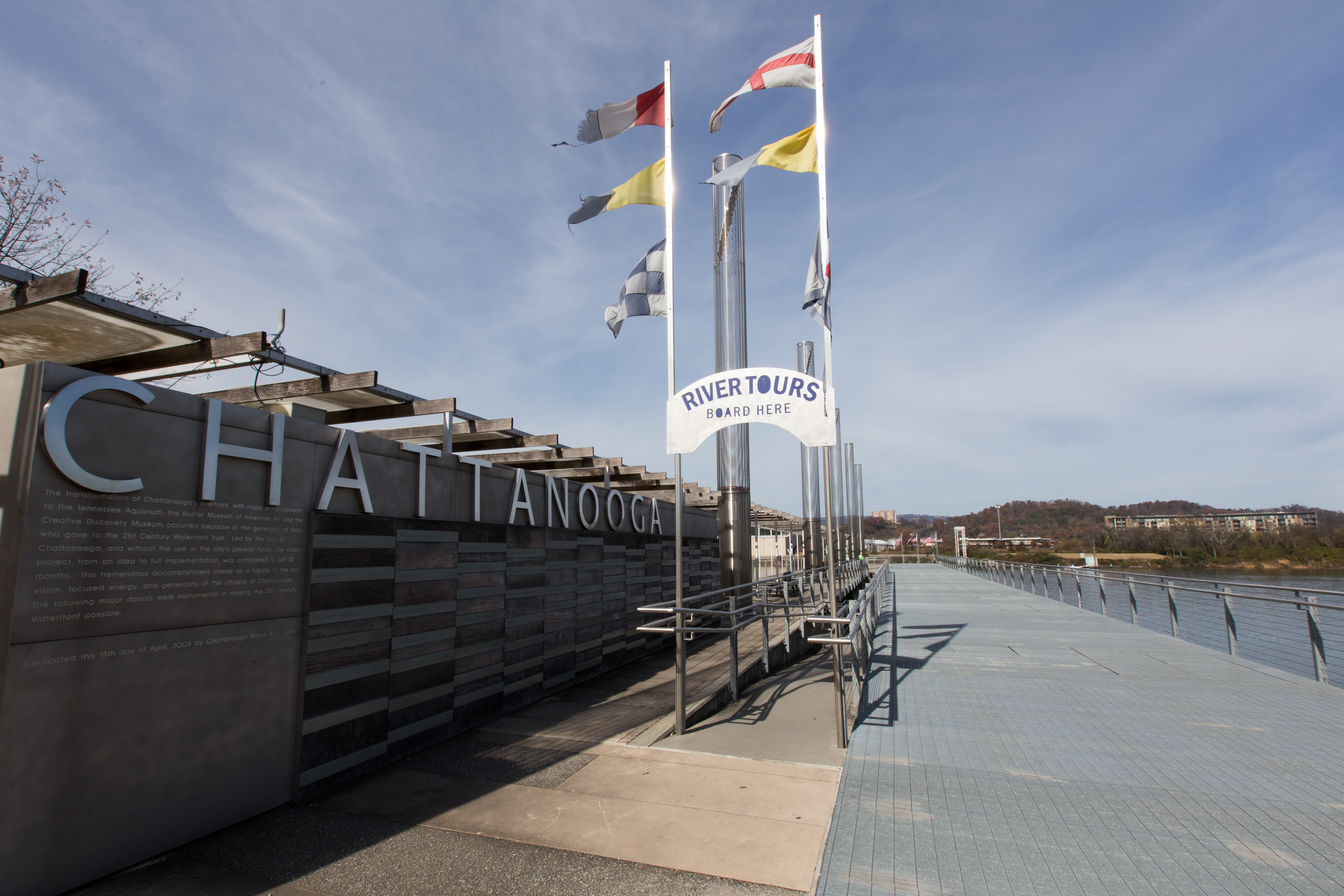
Il lungomare di Chattanooga

La vicinanza a masse d'acqua può comportare alcuni rischi per gli esseri umani, come malattie trasmesse dall'acqua nell'acqua potabile, rischi di inondazioni o annegamento. Ma le prove scientifiche dimostrano che l'esposizione agli "spazi blu" è anche associata a una serie di benefici per la salute di coloro che si trovano vicino a corpi d'acqua. Uno dei meccanismi con cui questo fenomeno può essere spiegato è l'ipotesi biofila sviluppata da Edward O. Wilson.  Questa teoria afferma che gli esseri umani hanno sviluppato una forte connessione con la natura durante la loro evoluzione e ciò porta il subconscio alla ricerca di ambienti naturali, compresi gli spazi verdi e blu. Ricerche recenti hanno identificato ulteriori modalità attraverso cui la vicinanza agli spazi verdi e blu potrebbe essere benefica per la salute:
- i miglioramenti fisici che gli ambienti naturali apportano all'ambiente antropico, come la riduzione dell'isola di calore urbana, l'inquinamento atmosferico del traffico o il rumore del traffico;
- la promozione dell'attività fisica e altri risultati positivi associati a una maggiore attività fisica e connettività sociale promossa dagli spazi naturali;
- le caratteristiche non minacciose degli ambienti naturali possono ridurre i sentimenti negativi e aumentare il ripristino cognitivo.[15]

## Effetti delle infrastrutture blu sulla salute fisica

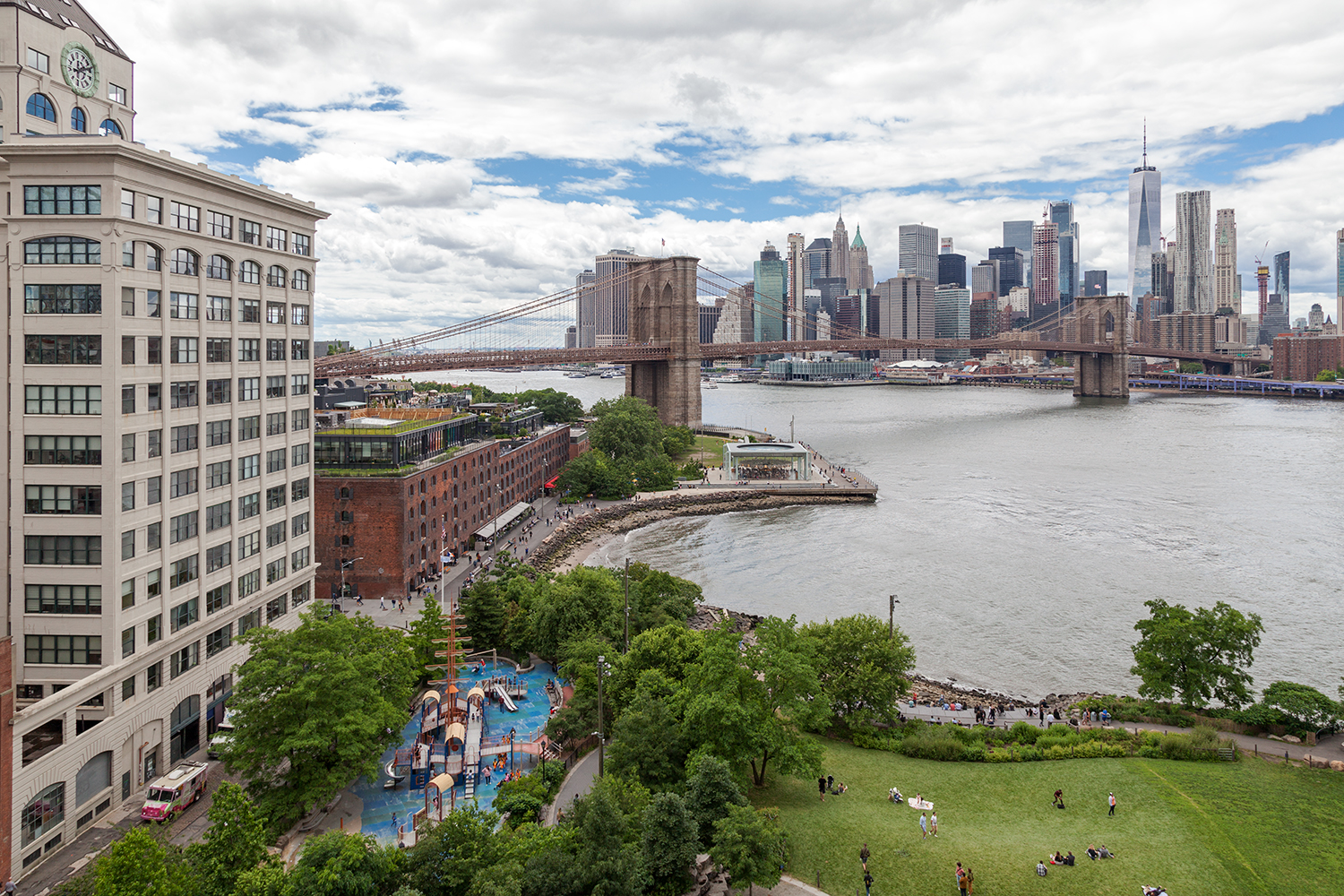
Vista del Brooklyn Bridge Park da Manhattan Bridge

### Aumento dell'attività fisica
Una varietà di studi ha rilevato che le persone che vivono vicino alle zone costiere sono meno sedentarie e hanno maggiori probabilità di intraprendere un'attività fisica moderata e vigorosa adeguata per la salute, che potrebbe essere spiegata grazie alla presenza motivante di percorsi pedonali lungo la costa. Un'altra possibile spiegazione si trova negli attributi estetici delle infrastrutture blu, che possono motivare gli individui a impegnarsi in attività fisiche nelle aree acquatiche. Ma la vicinanza ai corpi idrici da sola non è sufficiente per promuovere livelli maggiori di attività fisica, poiché quei bacini devono essere accessibili alle persone. Uno studio incentrato sugli adolescenti ha scoperto che coloro che vivono vicino a spiagge, ma che avevano una strada principale tra le loro abitazioni e la massa d'acqua, avevano livelli di attività fisica inferiori rispetto a quelli con accesso diretto alla spiaggia.

### Riduzione dell'obesità

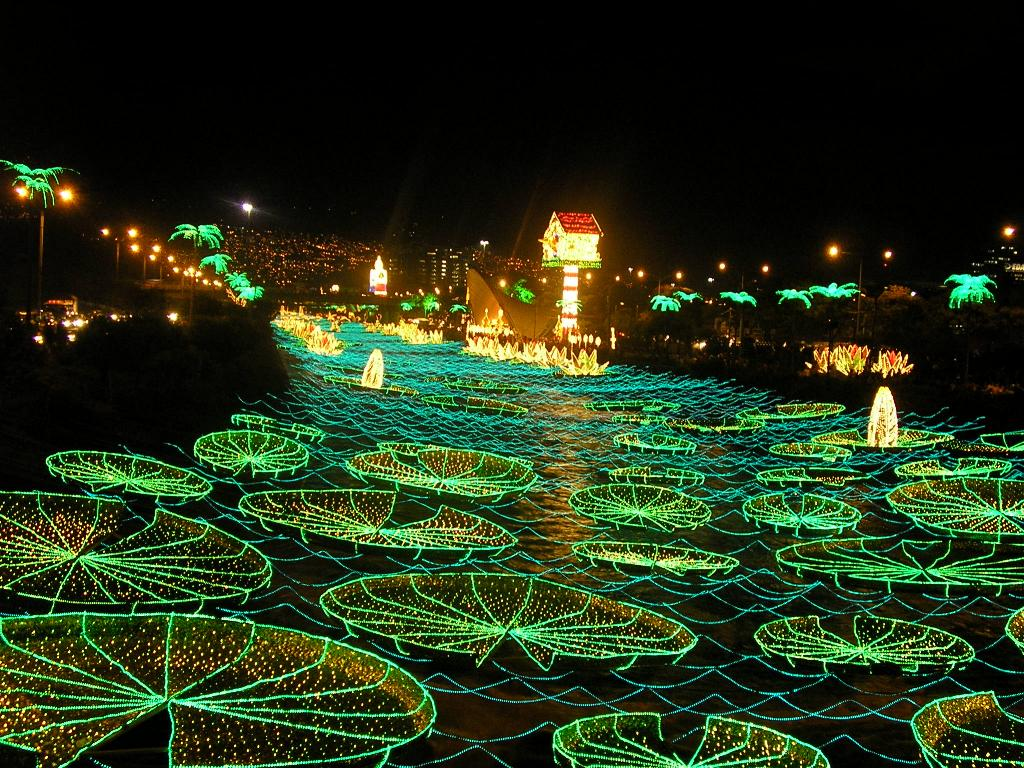
Natale 2004 a Medellín, Colombia

Le infrastrutture blu possono ridurre l'obesità, in quanto promuovono una maggiore attività fisica; uno studio suggerisce che vivere lontano dal verde o dal lungomare nelle aree urbane può aumentare il rischio di obesità.

### Benefici sull'apparato respiratorio

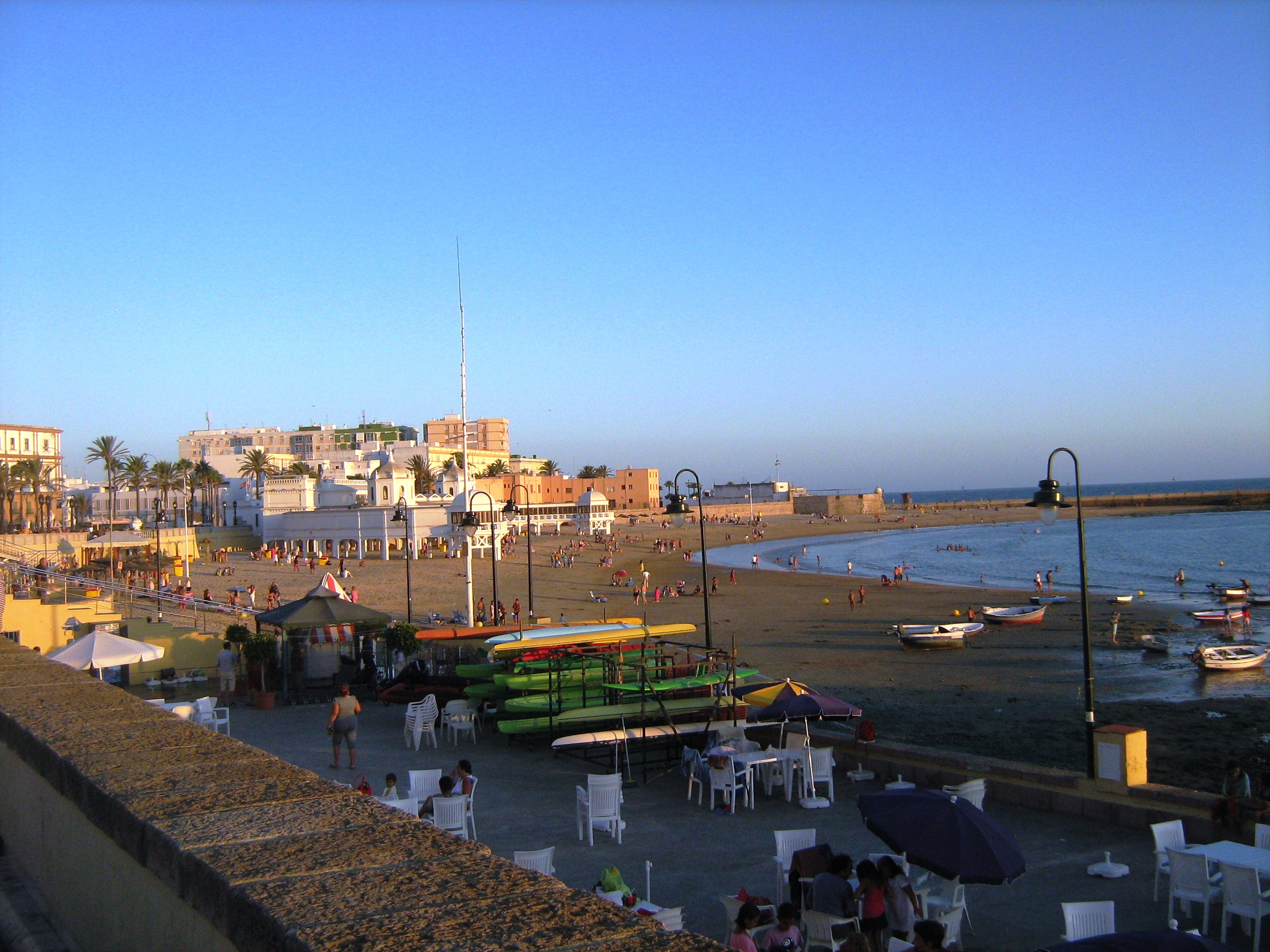
Playa de la Caleta a Cadice

Vivere vicino a "spazi blu" può migliorare la qualità della vita delle persone con malattie respiratorie come l'asma, il che potrebbe essere spiegato dai vapori e dagli aerosol generati dal movimento dell'acqua come mostrato in uno studio che misura l'impatto del verde e dell'acqua sulla salute di persone con broncopneumopatia cronica ostruttiva (BPCO).

## Effetti delle infrastrutture blu sulla salute mentale

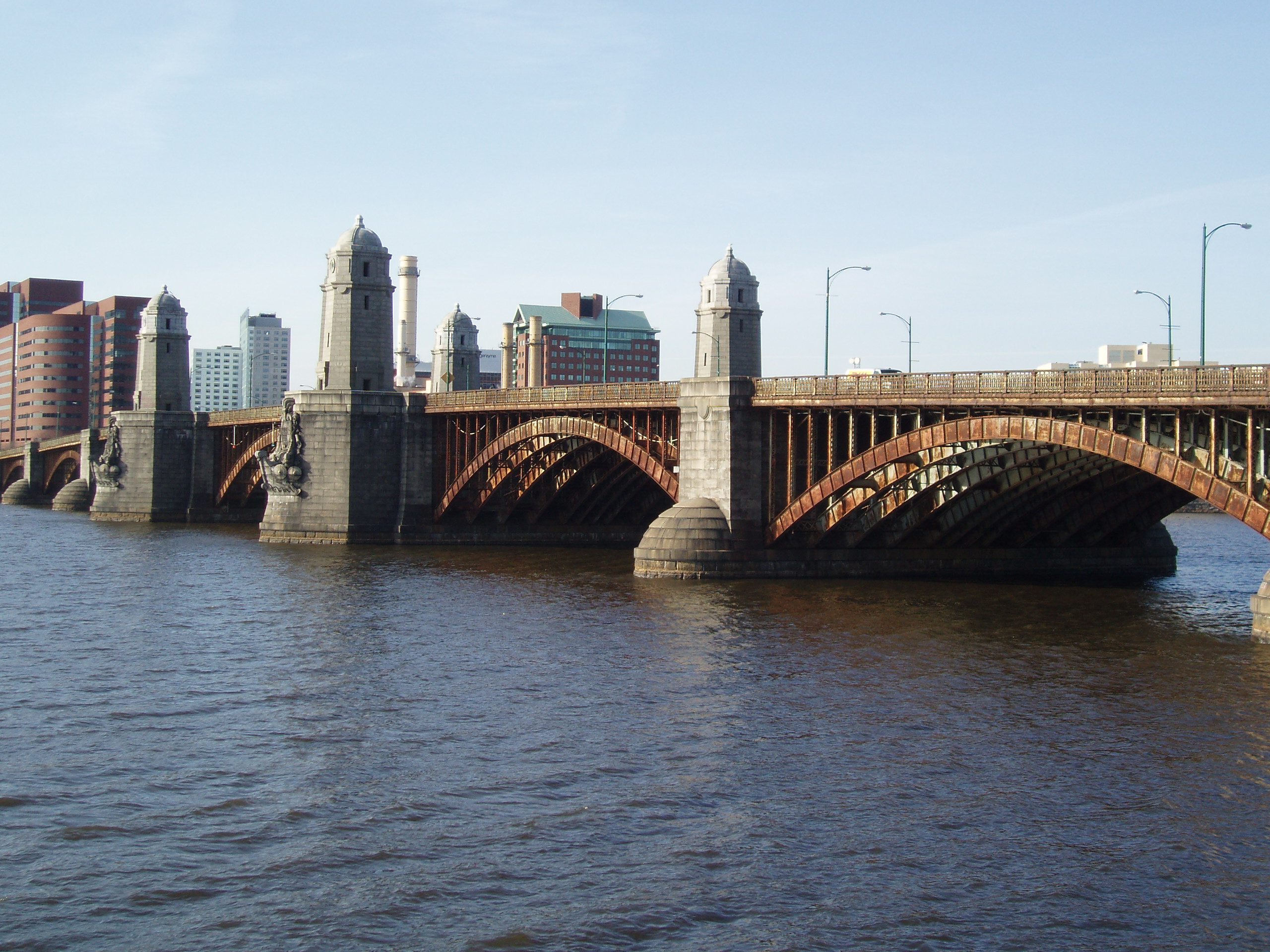
Ponte Longfellow, Boston

### Miglioramento della salute mentale generale
I ricercatori hanno riscontrato una riduzione dei casi psichiatrici tra le persone che vivono vicino a zone verdi o costiere. Alcuni studi hanno scoperto che l'esposizione all'oceano o la corsa lungo il fiume hanno aiutato i veterani di guerra che soffrono di PTSD. Altri hanno scoperto che impegnarsi in attività legate all'acqua, come il surf, può aiutare ad affrontare i problemi di salute mentale e contribuire a sviluppare la fiducia in se stessi e le capacità di autosufficienza.

### Umore e felicità migliorati
L'esposizione agli "spazi blu" sarebbe anche collegata a una maggiore felicità. Un gruppo di ricercatori che studia l'effetto degli spazi verdi e blu sulla felicità ha utilizzato un'app mobile per monitorare l'umore delle persone quando si trovavano vicino a paesaggi acquatici. I ricercatori hanno riscontrato un aumento dei livelli di felicità nelle persone vicino ai corpi idrici. Coerentemente con i risultati incentrati sulla salute fisica, gli effetti positivi sull'umore associati alle infrastrutture blu sembrano diminuire all'aumentare della distanza tra la residenza e l'acqua.

### Miglioramento del recupero dalla dipendenza da droghe e alcol
È stato dimostrato che gli interventi educativi negli spazi blu, come la vela, hanno effetti positivi percepiti sulle persone in fase di riabilitazione dall'abuso di droga e di alcol.

## Strumenti di valutazione della qualità delle infrastrutture blu
Un gruppo di ricercatori che studia le infrastrutture blu ha sviluppato un nuovo strumento specificamente progettato per quantificare la loro qualità e i loro potenziali benefici per la salute. Lo strumento è stato sviluppato per essere utilizzato dalle comunità e dai progettisti urbani/paesaggistici.

## Metodi di valutazione degli effetti sulla salute degli spazi blu
La valutazione dei benefici ambientali di un intervento nello spazio blu può essere effettuata conducendo una valutazione dell'impatto sulla salute (Health impact assessment, HIA).